# Karnobat
Karnobat (Bulgaars: Карнобат) is een stad in het oosten van Bulgarije en is gelegen in de Thracische vlakte. De stad bevindt zich in de oblast Boergas en is de hoofdplaats van de gelijknamige gemeente Karnobat. De plaats ligt ongeveer evenver van Boergas, Sliven en Jambol af, circa 50 kilometer. Karnobat is de derde stad van de oblast qua inwoneraantal, na Boergas en Aitos.

## Gemeente Karnobat
Op 31 december 2018 telt de gemeente Karnobat 23.380 inwoners, waarvan 17.216 inwoners in de stad Karnobat en 6.164 inwoners in dertig dorpen op het platteland. Het dorp Ekzarh Antimovo heeft de grootste bevolking met 948 inwoners, gevolgd door de dorpen Klikatsj (740 inwoners),  Nevestino (380 inwoners), Sokolovo (358 inwoners),  Iskra (330 inwoners) en Krumovo Gradisjte (321 inwoners). Alle andere dorpen hebben minder dan driehonderd inwoners. 

#### Etniciteit
In de volkstelling van 2011 zijn er 19.030 etnische Bulgaren geteld. Dit staat gelijk aan 84% van de bevolking. Daarnaast woonden er 2125 Bulgaarse Turken (9%) en 1202 Roma (5%). 

#### Religie
Ongeveer 77% van de bevolking is christelijk. De Bulgaars-Orthodoxe Kerk is de belangrijkste religie in de gemeente Karnobat: bijna 75% van de bevolking hangt deze religie aan. Verder is 1,8% aanhanger van een van de verschillende denominaties van het protestantisme. In 2011 werden er 62  katholieken geteld, hetgeen minder dan 0,3% van de totale bevolking is. Naast het christendom zijn er ook relatief veel belijders van de islam te vinden in Karnobat. Dit zijn voornamelijk Bulgaarse Turken. In totaal is zo’n 8% van de bevolking moslim. Verder is 5% van de bevolking ongodsdienstig, terwijl de rest van de bevolking niet heeft gereageerd of liever geen antwoord heeft willen geven.

## Economie
De economie van de gemeente Karnobat heeft voornamelijk betrekking op de landbouw. De gemeente produceert veel graanproducten en wijnstokken (voor de productie van wijn en andere alcoholische dranken). De industrie is daarom ook vooral gebaseerd op de voedingsmiddelenindustrie.
Veeteelt is ook een belangrijke bron van inkomen voor de lokale bevolking: vooral het fokken van schapen is populair. Maar veel mensen houden ook koeien, varkens en geiten in hun achtertuin.